# Sovětskij (Chantymansijský autonomní okruh)
Sovětskij (rusky Советский) je město v Chantymansijském autonomním okruhu – Jugře v Ruské federaci. Při sčítání lidu v roce 2010 měl přes šestadvacet tisíc obyvatel.

## Poloha a doprava
Sovětskij leží v Západosibiřské rovině na západě Chantymansijského autonomního okruhu – Jugry mezi tokem Obu a Uralem.
Přes město prochází železniční trať z Ivdělu do Priobje, z které zde odbočuje vedlejší trať do Agiriše.
Čtyři kilometry jižně od města je letiště.

## Dějiny
Obec a zdejší lesnický podnik byly založeny v roce 1963 při výstavbě železniční trati z Ivdělu do Priobje. Už při založení měla obec status sídla městského typu. Od roku 1997 je městem.

### Rodáci
- Olga Ivanovna Melniková (* 1974), biatlonistka

## Hospodářství
Nejvýznamnějšími hospodářskými odvětvími ve městě jsou těžba ropy a lesnictví.